# 凱西·米恩斯
凱西·米恩斯（英語：Casey Means，1987年9月24日—）是美國醫師、營養倡議專家，Levels公司共同創辦人，擁有史丹佛大學醫學院博士學位。

## 生平
曾在俄勒岡健康與科學大學接受住院醫師培訓，在受訓近四年半後，由於對美國醫療保健體系感到失望而退出。其後，她在俄勒岡州波特蘭市經營一家功能醫學診所，還與他人共同創立了生物科技公司Levels。
她與兄長凱利·米恩斯在小羅伯特·甘迺迪2024總統競選活動中擔任顧問，後幫助促成甘迺迪支持唐納·川普。兄妹兩人都是甘迺迪發起的讓美國再次健康運動的重要成員之一。
2025年5月，被總統唐納·川普提名為公共衛生署長。

## 外部連結
- 官方网站 （英文）
- 凱西·米恩斯的X（前Twitter） （英文）
- 凱西·米恩斯在互联网电影资料库（IMDb）上的資料（英文）